# Литовченко, Ирина Евгеньевна
Ири́на Евге́ньевна Лито́вченко (род. 29 марта 1950), также известная по фамилиям Бо́ндарева и Вахо́вская — советская легкоатлетка, специалистка по бегу на короткие дистанции и барьерному бегу. Выступала в конце 1970-х годов, член сборной Советского Союза, победительница и призёрка первенств всесоюзного значения, участница летних Олимпийских игр в Москве. Мастер спорта СССР международного класса. Заслуженный тренер России.

## Биография
Ирина Литовченко родилась 29 мая 1959 года.
Занималась лёгкой атлетикой в Москве, окончила Государственный центральный ордена Ленина институт физической культуры (1972).
Первого серьёзного успеха на всесоюзном уровне добилась в сезоне 1977 года, когда на чемпионате СССР в Москве выиграла серебряную медаль в беге на 100 метров с барьерами.
В 1978 году на зимнем чемпионате СССР в Москве стала серебряной призёркой в беге на 60 и 100 метров с барьерами.
В 1979 году взяла бронзу в 60-метровом барьерном беге на зимнем чемпионате СССР в Минске и с московской командой одержала победу в эстафете 4 × 100 метров на чемпионате страны в рамках VII летней Спартакиады народов СССР в Москве.
Благодаря череде удачных выступлений удостоилась права представлять Советский Союз на домашних летних Олимпийских играх в Москве — в финале бега на 100 метров с барьерами с личным рекордом 12,84 финишировала шестой. Позднее на чемпионате СССР в Донецке победила в эстафете 4 × 100 метров, получила серебро в 100-метровом барьерном беге и взяла бронзу на дистанции 100 метров.
За выдающиеся спортивные достижения удостоена почётного звания «Мастер спорта СССР международного класса».
После завершения спортивной карьеры с 1983 года в течение многих лет работала тренером по лёгкой атлетике, тренер Спортивной школы олимпийского резерва «Юность Москвы». Заслуженный тренер России (1992).